# Весь мир
«Весь мир» — российское частное книжное издательство, созданное в июле 1994 года и специализирующееся на выпуске литературы по общественным наукам. Основатель и директор (с момента образования) и главный редактор (с 2009 года) издательства — к.и.н. Зимарин Олег Александрович.
Часть сотрудников до создания издательства работали в советском издательстве переводной литературы «Прогресс», что во многом определило тематическую специализацию и стремление поддерживать традиционно высокий уровень редакционной работы в издательстве.
С 1998 по 2008 год издательство «Весь мир» работало в кооперации с издательским домом «ИНФРА-М».
Издательство «Весь мир» на протяжении полутора десятилетий работало вместе с издательскими службами организаций системы ООН по распространению изданий международных организаций, а также по переводу и изданию на русском языке их аналитических и статистических публикаций (Доклад о мировом развитии Всемирного банка, Доклад о развитии человека ПРООН и др.). Изменения в информационной политике международных организаций после 2005-2008 гг. сузили эти контакты, но не прекратили.
Важным традиционным направлением работы Издательства «Весь мир» всегда был и остается выпуск переводной литературы. Издательство переводит книги с 20 языков мира  на русский, отдавая приоритет работам выдающихся зарубежных ученых , в числе которых французский историк Фернан Бродель, современный немецкий философ Юрген Хабермас, английский социолог Энтони Гидденс, американский историк Роберт Такер, эколог Лестер Браун, президент Финляндии Мауно Койвисто, нобелевский лауреат по экономике Джозеф Стиглиц, китайский экономист Цай Фан, финский историк Хенрик Мейнандер и многие другие.
В 1995—2000 годах в издательстве «Весь Мир» был выпущен ряд толковых тематических словарей от издательства Оксфордского университета, а также девятитомной Оксфордской иллюстрированной энциклопедии (1999—2001 года). Издательство на протяжении многих десятилетий тесно сотрудничало также с издательствами Варшавского, Кембриджского, Скандинавского, Пекинского, Йельского, Принстонского университетов, университета Сан-Паулу и др университетскими издательствами, а также с ведущими научными издательствами многих стран Европы и мира. Не смотря на осложнения международной обстановки издательство "Весь Мир" стремится поддерживать научные контакты со своими партнерами в мире.
С 2016 года издательство Весь Мир ведет многоплановую совместную работу с издательством Китайской академии общественных наук (КАОН), а также с издательством Жэньмин чубаньше и другими китайскими издательствами.
С 1996 года в течение 10 лет совместно с Центральной избирательной комиссией издательство выпускало в свет серию «Электоральная статистика», а также другие документальные и аналитические издания.
С 2006 года «Весь мир» сотрудничает с Горбачёв-Фондом и выпустило в свет 30-томное собрание сочинений М. С. Горбачёва.
Совместно с Институтом Европы РАН «Весь мир» издаёт книги серии «Старый Свет — новые времена», посвящённые отдельным странам, группам стран и регионам Европы. Долговременное сотрудничество связывает издательство с Институтом мировой экономики и международных отношений имени А.М. Примакова РАН (ИМЭМО РАН), Институтом всеобщей истории РАН (ИВИ РАН), Институтом российской истории РАН (ИРИ РАН), Институтом США и Канады имени академика А.Г. Арбатова РАН (ИСКРАН), Федерального научно-исследовательского социологического центра РАН (ФНИСЦ РАН) и другими исследовательскими центрами РАН.
В 2025 году издательство "Весь Мир" отмечает 30-летие выхода в свет первой книги с импринтом "Весь Мир": Пер Монсон. Лодка на аллеях парка. введение в социологию / Перевод со шведского.